# Troy Beebe
Troy Beebe (* 5. Januar 1962 in Modesto, Kalifornien) ist ein ehemaliger US-amerikanischer Rennfahrer, der bis 1997 in der NASCAR aktiv war.

## Karriere

### Winston Cup Series
Beebe debütierte im NASCAR Winston Cup im Jahre 1989 auf dem Sears Point Raceway in Sonoma. Besitzer des Taco Bell Buicks mit der Startnummer 93 war sein Vater. Beebe konnte sich als 32. für das Rennen qualifizieren und kam mit zwei Runden Rückstand als 24. ins Ziel.
Im darauffolgenden Jahr fuhr er vier Rennen in der Serie. Dabei wechselte er zwischen dem Fahrzeug, welches seiner Familie gehörte und dem Wagen von D.K. Ulrich. Sein bestes Ergebnis war ein 30. Platz in Sonoma. Sein 28. Startplatz beim Rennen auf dem Michigan International Speedway war sein bestes Qualifying in seiner Winston Cup Karriere.

### Busch Series
Beebe wechselte mit seinem Team auf die Saison 1991 hin in die Busch Series, wo er 23 Rennen in dieser Saison absolvierte. Er gab seinen Einstand auf dem Richmond International Raceway. Nachdem er als 31. gestartet war, konnte er das Rennen auf Position 24 beenden. Gleich im darauffolgenden Rennen auf dem Martinsville Speedway fuhr er auf den 11. Platz. Im Qualifying auf dem Hickory Speedway gelang ihm mit Position vier das Beste Qualifying-Ergebnis der Saison. Insgesamt war Beebe gegen Ende des Jahres konstanter und fuhr in dieser Saison insgesamt elfmal in die Top-20 im Rennen. Seine beste Position war ein zehnter Platz beim Rennen auf dem Indianapolis Raceway Park. Beebe schloss die Saison auf dem 22. Gesamtrang ab. 
Im darauffolgenden Jahr startete er nur zu 14 Rennen. Sein bestes Resultat war ein 15. Platz in Daytona. Insgesamt konnte er sich nur dreimal in den Top-20 platzieren. Neben seinem Resultat in Daytona kamen noch zwei 16. Plätze hinzu. Jedoch schied er in sieben der 14 Rennen aus. Die Saison beendete er auf dem 33. Rang.
In der Saison 1993 fuhr er acht Rennen, wobei er fünf dieser nicht beenden konnte. Sein bestes Resultat war ein 17. Platz auf dem Orange County Speedway.
Im Jahr danach startete er bei nur einem Rennen. Auf dem Dover International Speedway ging er von der 39. Position ins Rennen und beendete dieses nach einem Motorenwechsel auf Position 32.
Die Saison 1995 bestand für Beebe aus zwei Rennen in der Busch Series. Er war 36. auf dem Darlington Raceway und 43. in Rockingham. In beiden Rennen schied er durch einen Unfall aus.

### Craftsman Truck Series
Nach den beiden enttäuschenden Rennen in der Busch Series im Jahre 1995 wechselte er während der Saison in die Craftsman Truck Series. Bei seinem ersten Rennen startete er auf dem Phoenix International Raceway von Position 24 und erreichte den 30. Platz im Rennen. Daneben fuhr er noch vier weitere Rennen in dieser Saison. Sein bestes Ergebnis war der zwölfte Platz auf dem Saugus Speedway, nachdem er als 13. gestartet war.
Für die Saison 1997 kehrte er für ein Rennen noch einmal in die Serie zurück. Er fuhr auf dem Las Vegas Motor Speedway, wo er das Rennen vom 24. Startplatz in Angriff nahm. Nach jedoch bereits zwei Runden schied er aus und wurde als 39. gewertet.

### Andere Rennserien
Beeb war von 1985 bis 1993 in der NASCAR K&N Pro Series West tätig und absolvierte dort 13 Rennen, wobei er 1986 beim Rennen auf einem Stadtkurs in Tacoma den dritten Platz belegte.
Von 1986 bis ins Jahr 2000 fuhr er insgesamt 84 Rennen in der NASCAR Southwest Series, wobei er sechs Rennen gewinnen konnte und 1988 den zweiten Gesamtrang in der Meisterschaft belegte.
Zudem fuhr er 1993 ein Rennen in der ARCA Racing Series, bei welchem er auf dem Texas World Speedway den 24. Rang erreichte.